# Собачий зуб
Соба́чий зуб, еритро́ній (Erythronium) — рід багаторічних рослин родини лілієвих, що налічує за оцінками різних фахівців від 20 до 32 видів. Усі його представники належать до декоративних рослин, більшість з них є рідкісними. На теренах України відомий єдиний вид — еритроній собачий зуб, занесений до Червоної книги України (II категорія).

## Опис

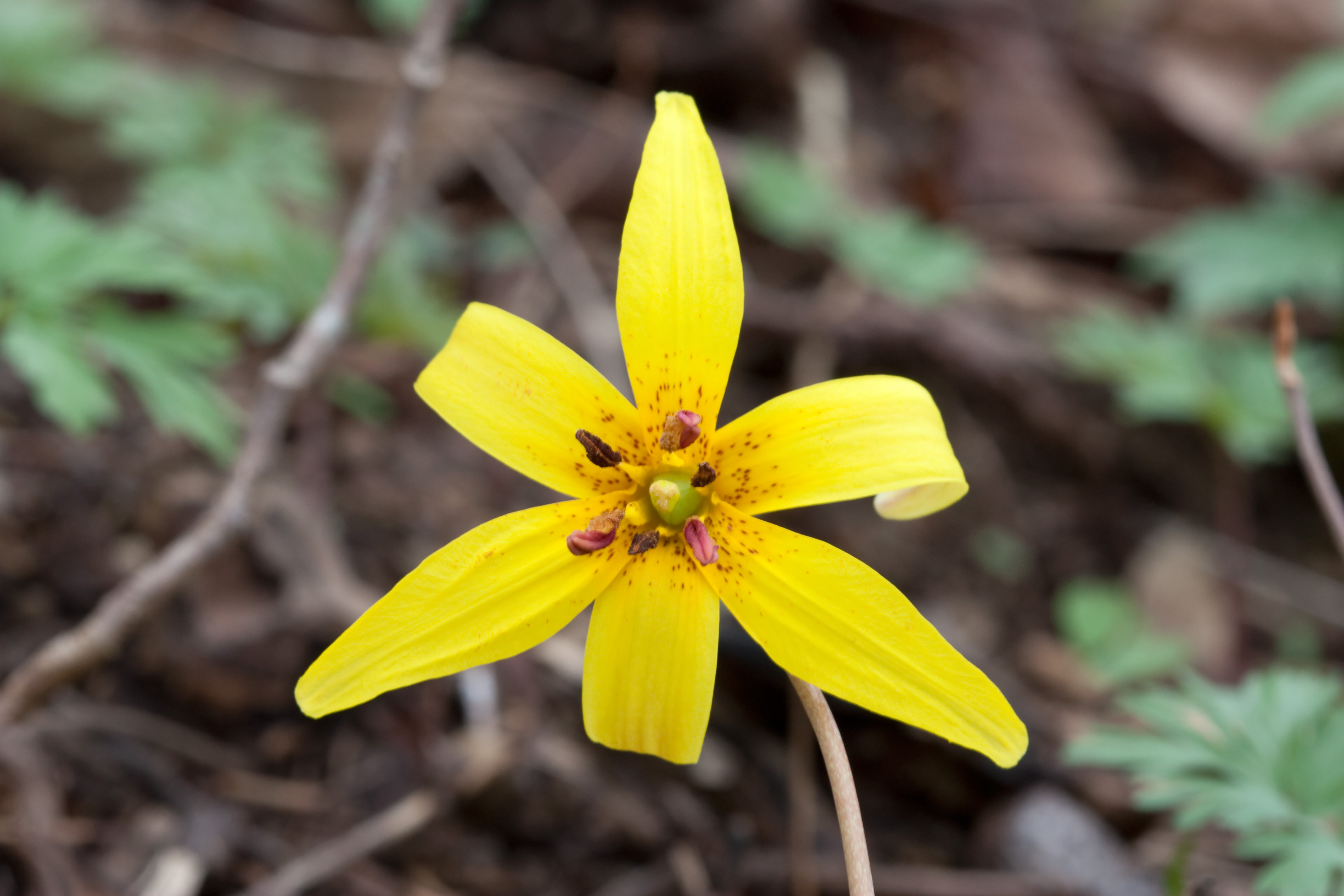
Квітка Erythronium americanum

Трав'янисті рослини заввишки 10–30 см. Підземні органи представлені конічними цибулинами білого кольору, що нагадують зуб собаки. У деяких видів також можуть бути короткі кореневища. Єдине стебло прямостояче, біля середини з 2–3 супротивними, черешковими, яйцеподібно-довгастими або загостреними еліптичними листками. Квітки поодинокі, піднесені на квітконосі заввишки 15–60 см. Оцвітина поникла з 6 листочків, при основі дзонико-зближених, вище розбіжних і зігнених назовні. Їхній колір може бути пурпуровим, рожевим, білим, жовтим, досить часто основа пелюсток забарвлена контрастно. Тичинок 6: їхні нитки при основі лінійні, посередині веретеноподібно роздуті й на вершині сильно витончені, пиляки довгасті. Стовпчик ниткоподібний, з трилопатевою маточкою. Плід — оберненояйцеподібна, рідше — куляста коробочка назад-яйцеподібна. Насінини мають соковиті придатки.

## Поширення
Більшість видів зростають у західних регіонах Північної Америки від тихоокеанського узбережжя Канади на півночі до Каліфорнії на півдні. Кілька видів описані у східних штатах США, в Сибіру. По одному виду зростає на Далекому Сході, Кавказі та в Європі. В Україні еритроній собачий зуб трапляється зрідка і спорадично в передгір'ях Карпат і в деяких острівних локалітетах у Львівській області.

## Види
- Erythronium dens-canis
- Erythronium japonicum
- Erythronium sibiricum
- Erythronium caucasicum
- Erythronium rostratum
- Erythronium americanum
- Erythronium umbilicatum
- Erythronium propullans
- Erythronium albidum
- Erythronium mesochoreum
- Erythronium oregonum
- Erythronium revolutum
- Erythronium hendersonii
- Erythronium citrinum
- Erythronium californicum
- Erythronium multiscapideum
- Erythronium pluriflorum
- Erythronium grandiflorum
- Erythronium tuolumnense
- Erythronium purpurascens
- Erythronium klamathense
- Erythronium pusaterii
- Erythronium taylorii
- Erythronium grandiflorum
- Erythronium montanum
- Erythronium elegans
- Erythronium quinaultense